# 石川重之
石川 重之（いしかわ しげゆき、1868年1月19日〈慶応3年12月25日〉 - 1950年〈昭和25年〉12月20日）は、日本の華族（旧常陸下館藩、子爵）。位階は正三位。幼名・重之助。

## 経歴
石川家の祖主殿頭忠総の二男播磨守総長2万石を分与され、後常州に移り、9世を経て総管に至る。重之は総管の長男である。学習院出身である。
1880年、家督を相続する。1884年、子爵を授けられる。1887年に都合により爵位を返上したが、1899年さらに華族に列し子爵を授けられる。
1899年、叙従五位。1917年、叙正四位。
1946年1月15日、数え80歳を迎えたことにより鈴木貫太郎・小笠原長生と共に御紋付木盃と酒肴料を下賜された。

## 人物
戦前は収入が不動産と公債、社債の利子で年額1万5千円の収入があり、芝居見物や遊山あるいは探勝で華やかな生活を送っていたが、戦後4年間物価の変動で消費し、豊島区高松町2丁目で孫長男の月給と、自身の菓子小売の収入とで暮らしていた。1949年2月26日、生活苦から銭湯で他人の下着を盗もうとして番台にいた人に見つけられたとされる。
趣味は日本音楽。住所は茨城県真壁郡下館町、東京市下谷区中根岸町、豊島区池袋2丁目、豊島区高松町2丁目、東京府豊多摩郡落合村下落合。

## 家族・親族
石川家
- 父・総管[6]（1841年 - 1899年、最後の下館藩主）
- 妻
  - 桂子（1876年 - ?、子爵・戸田光則の娘、戸田康保の叔母）[2][4][9]
  - きい（1889年 - ?、岐阜、山下彌太郎の養女[1]、山下欽一郎の姪[5][6][7][8]）
- 長男[5]
- 二男[7][9]
- 三男[7]
- 四男[7]
- 二女（東京、戸田桂子の家籍に入る）[5][7][8]
- 三女[7][9]
- 六女[7][9]
- 七女[5][7]
- 八女[5][7]
- 庶子男[2][9]